# Smirnov (nom de famille)
Pour les articles homonymes, voir Smirnov.
Cette page présente le nom de famille Smirnov ainsi que ses variantes.

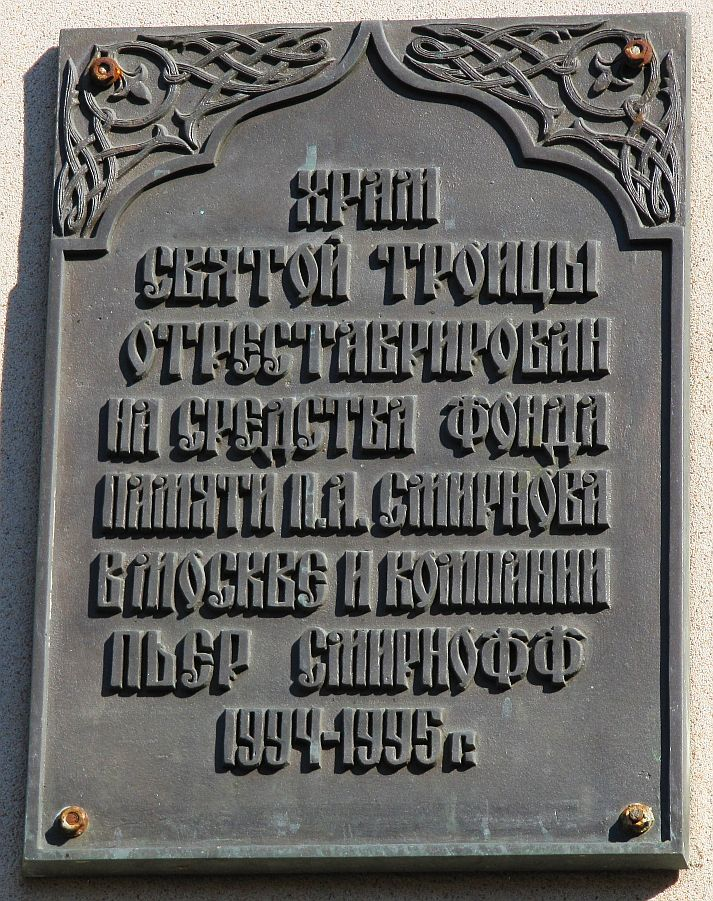
La graphie Смирнов) (au génitif Смирнова, « de Smirnov ») ainsi que la graphie Смирнофф sont toutes deux utilisées dans la plaque du cimetière de l'église de la Sainte-Trinité à Moscou en Russie.

Smirnov  (masculin ; Смирнов ; Смирновъ avant la réforme de 1917-1918) ou Smirnova (féminin ; Смирнова) est un nom de famille d'origine russe.

## Occurrence
Plus de 2,5 millions de personnes portent ce nom de famille dans le monde. Selon le recensement mondial de 2002, Smirnov (masculin) et Smirnova (féminin) est un des noms de famille les plus répandus en Russie,,.
Il est peu répandu en France. Smirnov est classé au 248 307e rang des noms de famille en France.

## Étymologie
Son étymologie vient probablement de смирный (smirnyj) : tranquille, paisible et un ensemble de mots dérivés comme en vieux-russe съмирьникъ (sŭmirĭnikŭ) : le conciliateur. On trouve également la traduction de humble.

## Variantes
Il existe plusieurs variantes : Smirnoff, Smirnow or Smyrnov et Smirnovs.
Smirnoff est une transcription désuète de Смирновъ (forme popularisée par la marque de vodka Smirnoff) ; Smirnoff est maintenant retranscrit Смирнофф. Les Russes blancs exilés en France ou ailleurs ont souvent préféré la forme en -off à celle en -ov.

## Éponymes

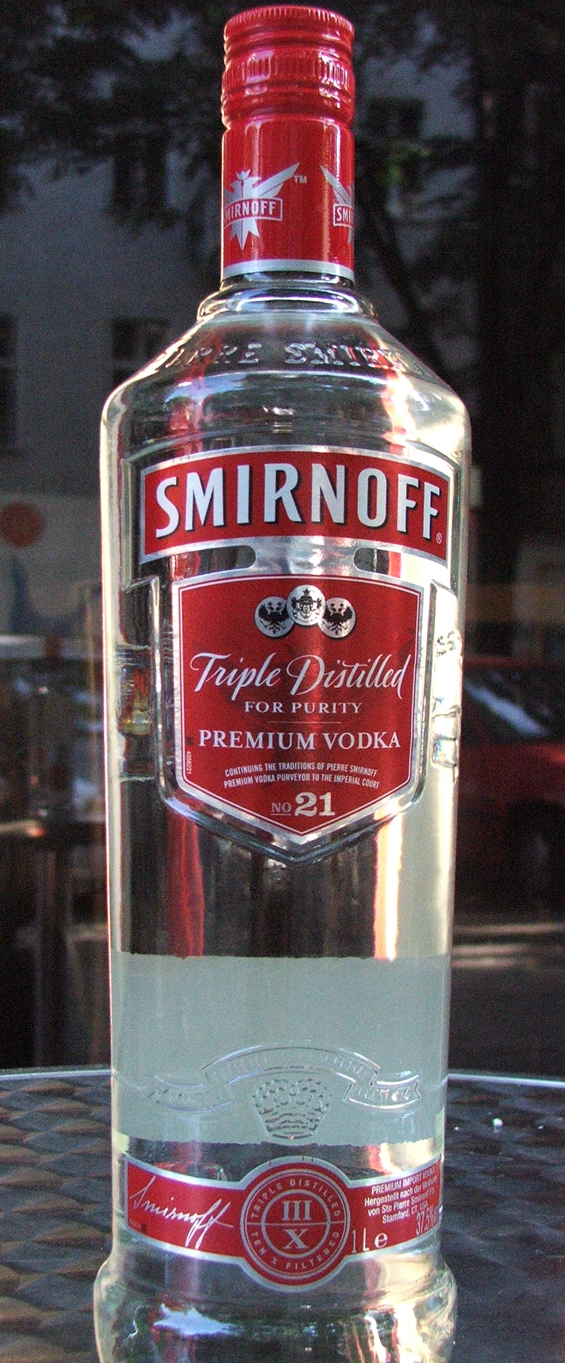
La variante Smirnoff est le nom de famille éponyme de la vodka.

Contre-intuitivement, c'est le nom de famille Smirnov et non sa variante Smirnoff qui est le nom de famille éponyme (ce qui veut dire qui donne son nom à) de la célèbre marque de vodka Smirnoff fondée par Piotr Arsenievitch Smirnov (1831-1898).
En géographie, Smirnov est également le nom de famille éponyme du volcan Smirnov, un volcan des îles Kouriles.
Et en astronomie, Smirnov est le nom de famille éponyme de Dorsa Smirnov, une dorsale lunaire située sur la mer de la Sérénité située sur la face visible de la Lune. Cela en l'honneur de Sergueï Sergueïevitch Smirnov (1895-1947), géologue et minéralogiste russe.
Par ailleurs, Smirnova est le nom de famille éponyme de 5540 Smirnova, un astéroïde de la Ceinture principale, découvert le 30 août 1971, à l'observatoire d'astrophysique de Crimée, à Naoutchnyï, par Tamara Mikhajlovna Smirnova. On trouve également le dérivé 74P/Smirnova-Chernykh, une comète.